# Tossal Gros (Torroella de Montgrí)
El Tossal Gros és una muntanya de 159 msnm al municipi de Torroella de Montgrí, a la comarca catalana del Baix Empordà. Juntament amb el Tossal Petit forma una prolongació gairebé lineal del Serrat Llarg en direcció NO/SE cap a la Torre Moratxa. Al seu vessant sud hi ha el cau del Tossal Gros, una cavitat càrstica aprofitada com a sepulcre en època prehistòrica, inclosa a l'Inventari del Patrimoni Arqueològic i Paleontològic de Catalunya. L'entrada de la cova estava guarnida amb un dolmen destruït recentment, les lloses del qual es van escolar cap a l'interior de la cova. La seva estreta entrada fa un fort pendent cap a l'interior que un cop superat s'arriba a una petita cambra d'uns 16m de llargada per uns 3 a 5 metres d'amplària. Pericot i Esteva relacionaren l'època d'aquesta construcció amb les d'altres dòlmens de l'Empordà, enquadrant-los en les cultures materials del Neolític final / Calcolític.
Les primeres prospeccions arqueològiques més o menys serioses foren dutes a terme per un joves Lluís Pericot a l'estiu del 1923 enquadrats en els treballs previs a la presentació de la seva tesi doctoral que inclogueren diversos altres llocs del Massís del Montgrí com el cau del Duc d'Ullà o el cau dels Ossos. Fruit d'aquesta primera intervenció fou la troballa d'un ganivet de sílex extraordinàriament ben conservat, conservat al Museu d'Arqueologia de Catalunya. L'any 1925 Pericot tornà a excavar el lloc acompanyat del seu mestre Bosch i Gimpera. El mateix Pericot pronosticà el seu espoli més o menys realitzat per desconeguts els anys següents i de resultats ignorats. Hi ha notícia d'una visita arqueològica l'any 51 que recolliren petites peces de sílex. L'any 73 Pericot i Lluís Esteva estudiaren el dolmen de l'entrada, destruït entre el 73 i el 74 suposadament per uns espeleòlegs barcelonins. El jaciment també fou excavat per aquesta època per membres del Centre d'Estudis del Montgrí.
A finals dels anys 90 el jaciment fou objecte de noves excavacions encapçalades per Narcís Soler, professor d'història de la UdG, que havia detectat parts del jaciment presumptament intactes de l'activitat espoliadora. D'aquesta activitat en sortiren diverses troballes majoritàriament restes d'ossos humans molt fragmentats i en desconnexió anatòmica, això indicaria un dipòsit dels cadàvers sense enterrament. El seu estudi antropològic indica la presència d'un mínim de 31 individus majoritàriament adults. Pel que fa a les restes lítiques destaquen un ganivet de sílex una punta, ascles, petites destrals i plaquetes. Alguns d'aquests objectes apunten, segons criteri del Dr. Soler, a una cultura material del Paleolític o l'Epipaleolític. També s'hi han trobat restes ceràmiques. Tot plegat fa pensar que per la disposició de la cova i les restes trobades no va ser un lloc d'habitació sinó un lloc d'inhumació.